# Gallo Mountains
Gallo Mountains je pohoří v Catron County, na západě Nového Mexika, na jihozápadě Spojených států amerických.
Rozkládá se od hranice s Arizonou, ze západu na východ, mezi severně procházející silnicí U.S. Route 60 a jižní New Mexico State Road 12.
Nejvyšší horou je Alegres Mountain s nadmořskou výškou 3 118 metrů. Gallo Mountains leží na pomezí jihovýchodní části Koloradské plošiny a jihovýchodní části fyzicko-geografického regionu Oblast pánví a hřbetů.